# Atlapetes blancae
Atlapetes blancae (лат.) — вид мелких воробьиных птиц из семейства Passerellidae.

## Описание
Вид был описан в 2007 году на основании трёх музейных экземпляров из провинции Антьокия, Колумбия, которые ранее были этикетированы как Atlapetes schistaceus. Видовое название дано в честь колумбийского лепидоптеролога Бланки Хуэртас, жены орнитолога Томаса Донегана, который и описал новый вид. Все три музейных экземпляра были собраны в 20-м веке, но только один содержал точное указание года (1971). Интенсивные полевые исследования в провинции Антьокия по поиску нового вида в дикой природе завершились неудачей.

## Распространение
Обитают в Колумбии.